# Volodymyr Sosiura
Volodymyr Mykolaiovych Sosiura (em ucraniano:  Володимир Миколайович Сосюра; 6 de janeiro de 1898 – 8 de janeiro de 1965) foi um poeta lírico ucraniano, escritor e veterano da guerra soviético-ucraniana.

## Biografia
Volodymyr Sosiura nasceu na estação de Debaltseve. Seu pai, Mykola Volodymyrovych, desenhista de profissão, era um homem inquieto e versátil que mudou de profissão, lecionou, trabalhou como advogado e minerador. De acordo com o próprio poeta, seu pai tinha raízes francesas. Já sua mãe, Antonina Dmytrivna Lokotosh (de ascendência sérvia), era de Kamianyi Brid (Luhansk) e foi uma ex-funcionária da Fábrica de Cartuchos de Luhansk, se dedicava principalmente a tarefas domésticas.
Ele começou a trabalhar em 1909 na Fábrica de refrigerantes de Donets, em um assentamento em Verkhnee (hoje parte de Lysychansk), onde trabalhou por alguns anos. Entre 1914 e 1918, ele estudou em uma escola agrícola (uchilische) em um assentamento da estação de trem de Yama (hoje Siversk). Em 1918, Sosiura era membro do grupo de trabalhadores insurgentes da Fábrica de Refrigerantes Donets.
Sosiura lutou no Exército Popular Ucraniano comandado por Symon Petliura (o 3º Regimento Haidamaka que estava aquartelado em Bakhmut) durante o inverno de 1918 até o outono de 1919, antes de ser capturado e feito de prisioneiro pelo Exército Voluntário comandado por Anton Ivanovich Denikin. Ele foi condenado à morte por fuzilamento, mas sobreviveu porque o ferimento acabou não sendo fatal e conseguiu escapar. Mais tarde, depois que a República Popular da Ucrânia foi invadida, ele se juntou ao Exército Vermelho.

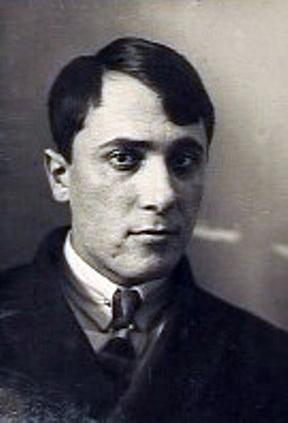
Sosiura na década de 1920.

Após o término da Guerra Civil Russa na Ucrânia, ele estudou na Universidade Comunista Artem, em Kharkiv, de 1922 a 1923, e depois na faculdade dos trabalhadores do Instituto de Educação Pública (Kharkiv), de 1923 a 1925. Sosiura pertenceu às organizações literárias ucranianas Pluh, Hart, VAPLITE e à Associação Ucraniana de Escritores Proletários.
Nas décadas de 1920 e 1930, Sosiura tornou-se muito popular, mas sua lealdade ideológica estava dividida entre os sentimentos patrióticos pela Ucrânia e pela União Soviética e suas ideologias em constante mudança. Apesar de ser membro da PC(b)U há muito tempo, ele frequentemente entrava em conflito com ela e foi expulso duas vezes por “conotações nacionalistas”, sendo até mesmo forçado a passar por uma “reeducação” em uma fábrica em 1930-1931. Muitos dos poemas de Sosiura não foram publicados.
Em 1948, ele recebeu as mais altas honrarias do Prêmio Stalin, mas depois foi duramente criticado por seu poema intitulado Love Ukraine (Любіть Україну), que foi considerado muito nacionalista em seu tom por vários meios de comunicação soviéticos, incluindo o Pravda. Depois, sua esposa foi presa e passou seis anos em prisões da NKVD. Em 1963, ele ganhou o Prêmio Shevchenko por Andorinhas ao sol e Felicidade de uma família trabalhadora.
Sosiura morreu em Kiev aos 67 anos.

## Trabalhos
Suas obras incluem vários poemas que variam do gênero patriótico a poemas de amor, como Love Ukraine (Ame a Ucrânia), The Late Summer (Babyne Lito), To Maria, Stalin e muitos outros.Para leitura adicional, consulte aqui

## Legado
Seu retrato e o título de seu poema, Love Ukraine (Ame a Ucrânia), aparecem em uma moeda colecionável de duas Grívnias.
O compositor ucraniano Yudif Grigorevna Rozhavskaya usou o texto de Sosiura em suas canções.

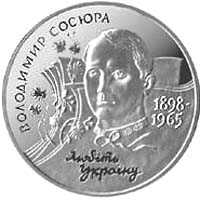
Moeda de dois grívnias.